# Шиханы (деревня)
Шиханы (баш. Шихан) — деревня в Стерлитамакском районе Башкортостана, входит в состав Алатанинского сельсовета.

## Географическое положение
Расстояние до:
- районного центра (Стерлитамак): 19 км,
- центра сельсовета (Алатана): 6 км,
- ближайшей ж/д станции (Стерлитамак): 19 км.

## История
В 1993 году посёлку Дома отдыха присвоено наименование деревня Шиханы.

## Население
| 2002 | 2009 | 2010 |
| ---- | ---- | ---- |
| 277  | ↗347 | ↘321 |

### Национальный состав
Согласно переписи 2002 года, преобладающие национальности — русские (42 %), татары (32 %).